# یوتارو هاکاماتا
یوتارو هاکاماتا (ژاپنی: 袴田 裕太郎؛ زادهٔ ۲۴ ژوئن ۱۹۹۶) یک بازیکن فوتبال اهل ژاپن است.
از باشگاه‌هایی که در آن بازی کرده‌است می‌توان به باشگاه فوتبال یوکوهاما اشاره کرد.